# Gülgəzli
Gülgəzli är en ort i Azerbajdzjan.   Den ligger i distriktet Bərdə Rayonu, i den centrala delen av landet, 220 km väster om huvudstaden Baku. Gülgəzli ligger 30 meter över havet och antalet invånare är 472.
Terrängen runt Gülgəzli är platt. Närmaste större samhälle är Barda, 10,7 km väster om Gülgəzli.
Trakten runt Gülgəzli består till största delen av jordbruksmark. Runt Gülgəzli är det ganska tätbefolkat, med 129 invånare per kvadratkilometer.